# Nephrops
Nephrops là một chi tôm hùm trong họ Nephropidae. Chi này được William Elford Leach dựng lên vào năm 1814, để chỉ chứa N. norvegicus, trước đó đã được xếp vào các chi như Cancer, Astacus hoặc Homarus. Danh pháp Nephrops được đặt để ám chỉ hình dạng mắt kép của loài tôm này.
Mặc dù một số loài trong chi Metanephrops trước đây được đưa vào chi Nephrops, nhưng các nghiên cứu phát sinh loài phân tử cho thấy rằng hai chi này không phải là các đơn vị phân loại chị em. Thực ra, Nephrops có quan hệ họ hàng gần với chi Homarus hơn là so với chi Metanephrops.
Hầu hết các loài hóa thạch được phân loại vào chi Nephrops chỉ được biết đến từ những di tích còn sót lại và mối quan hệ của chúng không chắc chắn.

## Các loài
Chi Nephrops hiện nay bao gồm một loài duy nhất còn tồn tại, Nephrops norvegicus (tôm hùm Na Uy hoặc tôm hùm vịnh Dublin), và một số loài hóa thạch.
- Nephrops reedi Carter, 1898 – Pliocene, Anh
- Nephrops costatus Rathbun, 1918 – Kỷ Pleistocene, Panama
- Nephrops maoensis Rathbun, 1920 – Oligocene hoặc Miocene, Cộng hòa Dominica
- Nephrops aequus Rathbun, 1920 – Oligocene hoặc Miocene, Cộng hòa Dominica
- Nephrops shastensis Rathbun, 1929 – Kỷ Phấn trắng, California (có thể thuộc về Hoploparia)
- Nephrops americanus Rathbun, 1935 – Kỷ Phấn trắng, Texas (không giống với Nephrops hoặc Metanephrops )